# Universitair Kinderziekenhuis Koningin Fabiola
Het Universitair Kinderziekenhuis Koningin Fabiola (UKZKF, Frans: Hôpital universitaire des enfants reine Fabiola (HUDERF of HUDE)) is een ziekenhuis in Laken in de gemeente Brussel.
Deze organisatie is in 1986 ontstaan en genoemd naar Koningin Fabiola. Dit ziekenhuis is alleen voor kinderen bestemd en is hierin hoog gespecialiseerd.
UKZKF is een openbaar ziekenhuis en maakt deel uit van de Interhospitalenkoepel van de Regio voor Infrastructurele Samenwerking (IRIS), het netwerk van de Brusselse openbare ziekenhuizen.